# 鯡脂鯉屬
鯡脂鯉屬為輻鰭魚綱脂鯉目脂鯉亞目鮭脂鯉科的其中一属。

## 下属物种
- 肅氏鯡脂鯉(Clupeocharax schoutedeni)

## 扩展阅读
維基物種上的相關：鯡脂鯉屬